# Melipotis punctifinis
Melipotis punctifinis är en fjärilsart som beskrevs av George Francis Hampson 1926. Melipotis punctifinis ingår i släktet Melipotis och familjen nattflyn. Inga underarter finns listade i Catalogue of Life.